# Saint-Maurice-l'Exil
Saint-Maurice-l'Exil é uma comuna francesa na região administrativa de Auvérnia-Ródano-Alpes, no departamento de Isère. Estende-se por uma área de 12,82 km². Em 2010 a comuna tinha 6 284 habitantes (densidade: 490,2 hab./km²).